# Římskokatolická farnost Novosedly nad Nežárkou
Římskokatolická farnost Novosedly nad Nežárkou je zaniklým územním společenstvím římských katolíků v rámci jindřichohradeckého vikariátu českobudějovické diecéze. Farnost zanikla ke dni 31. prosince 2019, jejím právním nástupcem je od počátku roku 2020 farnost Stráž nad Nežárkou, spravovaná excurrendo z Třeboně.

## O farnosti

### Historie
Roku 1359 je v Novosedlech zmiňovaná plebánie, při níž byl 24. září ustanoven plebánem P. Jiří z Mladé Boleslavi, který nahradil zemřelého P. Mikuláše. Dalšími plebány zde byli P. Jaroslav z Rudolce (od 1363), P. Mikuláš (od 1364), P. Václav (od 1379), P. Vilém († 1409) a P. Martin z Jindřichova Hradce. V husitských bouřích a zřejmě i po nich zůstala farnost neobsazená. Od roku 1577 byly Novosedly filiálkou farnosti Stráž, tehdejšími excurrendo administrátory byli P. Josef Maley (1577), P. Vavřinec Knězovic (1590), P. Jakob Nepomucký (1595) a P. Jan Posthumus (1600), kteří praktikovali sub utraque specie. Prvním katolickým farářem ve Stráži (a tedy i v Novosedlech) se roku 1600 stal Šimon Laucký z Jindřichova Hradce. Do roku 1687 byly Novosedly spravovány ze Stráže či z Lomnice nad Lužnicí, poté augustiniány z Třeboně. Roku 1785 byla v Novosedlech zřízená lokálie, prvním lokalistou byl o rok později jmenován P. Beregisus Gregor, augustinián ze zrušeného kláštera v Třeboni. Při povýšení lokálie na samostatnou farnost roku 1857 byl prvofarářem ustanoven P. František Veselý.

### Duchovní správa
Přehled nejstarších duchovních správců:
- 1786–1788 P. Beregisus Gregor (* Horažďovice † 17. srpna 1788 Novosedly nad Nežárkou)
- 1788–1791 P. Jan Fröhling († 22. dubna 1791 Novosedly)
- 1791–1796 P. Josef Kunert
- 1796–1807 P. Jan Geiger († 12. září 1807 Novosedly)
- 1807–1809 P. František Hanikiř
- 1809–1813 P. Martin Skalický z Písku
- 1813–1830 P. Václav Groschumer († 28. března 1830 Novosedly)
- 1830–1834 P. Jan Sirový († 23. dubna 1834 Třeboň)
- 1834–1851 P. František Kubička
- 1852–1869 P. František Veselý, prvofarář
- 1869–1878 P. Filip Váňa
- 1878–1892 P. Antonín Jenne (* Týn nad Vltavou † 1. února 1892 Novosedly)
- od 1892 P. Josef Duda

### Současnost
| Fotografie | Kostel                        | Místo                  | Bohoslužba                                   | Bohoslužba | Poznámka                      |
| ---------- | ----------------------------- | ---------------------- | -------------------------------------------- | ---------- | ----------------------------- |
|            | Kostel Zasnoubení Panny Marie | Mláka                  | 1. a 3. sobota v měsíci (od jara do podzimu) | 18.00      | filiální kostel               |
|            | Kostel svatého Václava        | Novosedly nad Nežárkou | 1. a 3. sobota v měsíci (v zimě)             | 18.00      | filiální, bývalý farní kostel |